# Undiscovered Country (fumetto)
Undicovered Country è una serie regolare a fumetti creata dagli scrittori Scott Snyder e Charles Soule, insieme all'artista italiano Giuseppe Camuncoli. L'opera è pubblicata dalla casa editrice indipendente Image Comics a partire dal novembre 2019.
La storia si ambienta in un futuro distopico in cui gli USA si sono isolati dal resto del mondo da diversi decenni, rompendo ogni rapporto commerciale, politico e diplomatico. Gli stati al suo esterno si sono suddivisi in due grandi blocchi commerciali quali l'Alleanza Euro-Africana e la zona Pan-asiatica. Entrambi sono all'oscuro di cosa sia successo all'interno degli Stati Uniti, isolati completamente da un muro, da cui non entra od esce nessuna informazione e che nessuno può oltrepassare.
Gli autori Snyder e Soule propongono una distopia che vuole riflettere le tensioni sociopolitiche del ventunesimo secolo, dilaniato dal bisogno di mantenere le tradizioni, localizzare l'economia e 
la cultura in contrapposizione alle forze globaliste.

## Trama
Siamo intorno all'anno 2050 e da tre decenni gli Stati Uniti d'America hanno scelto una politica isolazionista estrema, sigillandosi dal resto del mondo. Dal 2019 non è più possibile entrare od uscire dal loro territorio, protetto lungo i confini da mura e vari sistemi di sicurezza. Questo garantisce anche una protezione nei confronti delle comunicazioni. Gli USA sono quindi diventati un territorio occultato e sconosciuto. Col senno di poi sembrano aver preso la decisione giusta in quanto al di fuori sono scoppiate forti conflitti commerciali ed una terza e quarta guerra mondiale. Il risultato che ne è scaturito sono due blocchi d'influenza socio-economica e militare denominati Alleanza Euro-Africana e Zona di Prosperità Pan-asiatica. Ora (nel 2049-2050) i popoli di questi nuovi imperi sono minacciati da un potente virus denominato Sky, così denominato in quanto, quando sopraggiunge la morte si perde uno strano liquido azzurro (colore del cielo o sky) dagli occhi e dalla bocca. Non vi è cura ma un giorno, per la prima volta in trent'anni arriva un messaggio dall'interno degli USA. Viene inviato da un (probabile) scienziato che dice di chiamarsi Sam Elgin e di avere la cura per lo Sky Virus. Invita quindi un corpo di spedizione in una località prefissata all'interno delle mura dando codici e coordinate per entrare nel territorio americano dalla costa occidentale. I due blocchi trovano un accordo e si assembla un team che ha sulle spalle il gravoso compito di compiere una missione che potrebbe salvare l'umanità ma questo avviene compiendo un salto nel buio, in un territorio ormai sconosciuto e potenzialmente ostile.
Il team viene selezionato ed è guidato dal Colonnello Pavel Bukowski che si è anche occupato del reclutamento. Oltre ai membri scelti in base a capacità specifiche vi sono due diplomatici in rappresentanza dei due blocchi geo-politici, ovvero Chang Enlou (per la Zona Pan-asiatica) e Janet Worthington (per l'Alleanza Euro-Africana). Come da indicazioni il loro velivolo entra nella Lost Nation (nome spesso usato per gli USA) dalla costa occidentale. La protezione aerea generata dal Blocco d'aria non è attiva e quindi sembrano i benvenuti ma appena giunti nell'entroterra vengono colpiti da un missile e sono costretti ad un atterraggio di fortuna. Sono tutti salvi ma quello che si trovano di fronte è una landa desolata dominata da un'enorme carovana formata da macchine e camion trainati da strani animali geneticamente alterati, uomini che cavalcano quelli che sembrano squali e bisonti mai visti prima e al centro di tutto un enorme vascello che sembra la fusione di diverse strutture tra cui una nave della marina militare e un centro commerciale Walmart (si tratta dell'Ammiraglia di Destiny Man). Pavel viene catturato ma gli altri riescono a fuggire e sono messi i salvo da un gruppo che si definisce una sorta di resistenza all'Uomo del Destino. Si tratta di un individuo dalle strane fattezze (forse geneticamente alterate) e con impianti cibernetici e biologicamente non umani, il suo viso è coperto da un casco e il corpo è rivestito da una strana tuta. Viene considerato il dominatore assoluto della zona sud-ovest degli Stati Uniti. La resistenza si nasconde nel sottosuolo e il suo leader dice di chiamarsi Sam Elgin. Il punto è che sostiene di non essere stato lui ad inviare il messaggio ma sostiene di aver atteso l'arrivo dei fratelli Graves in quanto prescelti dal destino per riportare ordine ed integrità negli Stati Uniti, ormai divisi e precipitati nel caos. Per raggiungere tale obiettivo vaneggia di un percorso da compiere seguendo la Spiral Way, una via che porta in una zona centrale degli States sede del Progetto Aurora. Sulla mappa assume la forma di una spirale da cui il nome. Per raggiungerla bisogna possedere una chiave ed individuare il punto di partenza che è oltre un muro che separa le terre dominate dal Mistery Man dalle altre zone del Paese. Lo stesso Uomo del Destino si sente investito della missione di ricordare all'America cosa rappresenta. Sia lui che Elgin proclamano lo stesso motto: «Live free or die» ("vivi da uomo libero o muori"). Nonostante questo si considerano uno la nemesi dell'altro e inoltre Elgin conosce l'entrata ma Destiny Man possiede la chiave (un chiodo d'oro usato per fissare binari ferroviari). Il Maggiore Graves sorprende i suoi compagni quando rivela di essere già stato in contatto con Destiny Man e stringe con lui un accordo per avere la chiave e poi portarlo all'entrata tradendo Elgin ed essendo disposto a lasciare a lui prigionieri i suoi compagni. L'unica che vorrebbe salvare è la sorella ma questa rimane fedele ad Elgin con il quale riesce a portare in salvo l'intero team tranne Pavel che rimane indietro per salvare dei prigionieri. Una volta all'entrata si scopre che la chiave è un mezzo per attivare un treno che percorre ad alta velocità dei binari fino ad una zona del muro che si apre misteriosamente evitando l'impatto. Prima del passaggio arriva sul posto anche Destiny Man con la sua ammiraglia ma non riesce ad attaccare il treno in quanto Graves ha nascosto una bomba all'interno dell'enorme veicolo e la fa detonare. Alcuni cecchini riescono però ad uccidere Sam Elgin ma il Gruppo di spedizione è ormai sul treno, la misteriosa porta si apre e il loro viaggio attraverso la sconosciuta Spiral Way ha inizio.

## Personaggi
Il team inviato all'interno degli USA viene indicato come Gruppo di Spedizione.
- Colonnello Pavel Bukowski: ufficiale decorato al valore militare, membro dell'esercito dell'Alleanza Euro-Africana. Ha sofferto due anni di prigionia da parte del più potente gruppo terroristico mondiale, formato da ribelli e dissidenti che non vogliono allinearsi a nessuno dei due blocchi "imperialisti". Una volta fuggito ha permesso di individuare il loro centro di comando e infliggergli un attacco devastante. L'esperienza di prigionia e gli uomini persi lo hanno segnato profondamente ma la sua reputazione di eroe sia per gli euro-africani sia per gli asiatici gli hanno conferito l'incarico di assemblare e guidare il Gruppo di Spedizione destinato a compiere la missione nel territorio sconosciuto una volta noto come Stati Uniti d'America.
- Dottoressa Charlotte Graves: epidemiologa che ha sviluppato una notevole conoscenza ed esperienza "sul campo" nel cercare una soluzione allo Sky Virus. Fa parte della Gruppo di spedizione ed è inoltre nata all'interno degli Stati Uniti prima della Chiusura. Da bambina viene strappata ai genitori e portata in Europa insieme al fratello, anche lui componente della Spedizione. Donna determinata e pronta a tutto pur di salvare l'umanità non solo per scopi altruistici ma perché anch'essa, a contatto con i malati, ha contratto il virus. Non è contagiosa in quanto si somministra un medicinale apposito (molto costoso) ma in ogni caso, senza cura, il suo destino è segnato.
- Maggiore Graves: fratello di Charlotte, ex-ufficiale dell'esercito, ora è ricercato da entrambi i blocchi in quanto è l'uomo che più di ogni altro sia quasi riuscito nell'impresa di entrare negli States dopo la Chiusura. Questo ha però rischiato l'inizio di una quinta guerra mondiale e quindi su di lui pende una condanna internazionale. Viene ritrovato dai reparti speciali dell'Alleanza Euro-Africana mentre si nasconde in Kenya. Non viene condannato in quanto diviene membro del Gruppo di Spedizione. La sorella non si fida di lui e teme possa avere dei secondi fini ma è un buon combattente e la sua conoscenza dei confini murati di quel territorio sembrano farne un asset insostituibile per il team.
- Ace Kenyatta: è il più grande studioso di cultura statunitense e ha sviluppato bizzarre teorie su cosa stia succedendo in quella che ora è divenuta una terra sconosciuta. Porta avanti le sue ricerche ai confini tra il Nuovo Canada e il muro nord degli USA. Non ha sovvenzioni da nessun governo ma è un ricercatore autonomo e semi-sconosciuto a livello accademico. Vive isolato in un camper nei boschi canadesi e si dedica unicamente alla sua ossessione per gli States. Sostiene che la civiltà all'interno delle mura sia collassata, non vi è più un potere centrale ma la sua ipotesi più azzardata è che il tempo al loro interno si sia dilatato cominciato a scorrere in maniera diversa rispetto alle terre esterne. Questo presupposto nasce dal fatto che è riuscito a captare delle trasmissioni provenienti dall'interno e vi sono anomalie nelle frequenze delle trasmissioni e sulla linea temporale degli eventi da lui captati. Pavel lo trova e lo arruola nel Gruppo di spedizione.
- Valentina Sandoval: giornalista freelancer e indipendente che cerca di vendere articoli alle agenzie di stampa (ormai tutte tramite newsfeed digitali). Aveva un lavoro fisso presso il prestigioso canale informativo El Diario Emperial ma ha perso il posto per non voler occultare certe notizie a dispetto della verità dei fatti. Nel campo è nota come una truth seeker, ovvero un tipo di giornalista investigativo che vuole avvicinarsi il più possibile alla realtà dei fatti senza interferenze di tipo politico-editoriale. Pavel la trova a Marrakech e sostiene di volera includere nel gruppo di Spedizione per gli Stati Uniti, per i quali lei usa il termine Lost Nation (o "la nazione perduta"). Il suo motto è «Abbiamo una responsabilità nel raccontare la verità. La verità è la nostra occupazione». Ufficialmente è reclutata per registrare e narrare la storia della spedizione e ciò che vedrà in quel territorio inesplorato da decenni. Sandoval è di natura sospettosa e dubita di ciò che gli viene detto e così, pur accettando l'incarico, indaga sugli altri membri del team. Ciò che scopre è che non sono stati scelti per le loro capacità o esperienze, anche perché ci sarebbero stati candidati più affidabili e qualificati, dietro la loro (presunta) selezione vi è un'agenda nascosta.

## Timeline
Di seguito sono riportati gli eventi salienti che, a partire dal 2021, determinano il contesto storico dell'opera Undiscovered Country:
- 2021: in seguito alle guerre commerciali tra Cina e Stati Uniti, il governo della potenza asiatica decide di vendere sui mercati finanziari l'enorme quantità di titoli del debito statunitense in suo possesso. Le conseguenze sono un collasso del valore del dollaro e l'impossibilità da parte di Washington di poter continuare a rifinanziare un debito ormai fuori controllo[4]. Il potere finanziario mondiale sposta il suo baricentro dall'asse anglo-americano al nuovo impero pan-asiatico.
- 2022: gli USA entrano nella più grande crisi della loro storia. Una parte degli States subisce un black-out di oltre tre settimane costringendo gli abitanti ad utilizzare il legname dei boschi per riscaldarsi. Si assiste ad un parziale disboscamento di intere regioni del paese[4]. Viene fondato a Leadville in Colorado un centro di ricerca denominato Project Aurora[4].
- 2023: in seguito all'allarmante aumento dei livelli degli oceani lungo le coste, il Governo americano è costretto ad avallare un programma da 20 miliardi di dollari per costruire dei muri di protezione nelle zone costiere[4].
- 2024-2025: in seguito alla crisi energetica e commerciale, il Governo decide di nazionalizzare ogni risorsa naturale, dal petrolio ai metalli rari[4].
- 2026: gli Stati Uniti ritirano le loro truppe da tutte le zone di guerra e da ogni base militare americana al di fuori dei loro confini[4]. Le spese belliche non sono più sostenibili, è la fine del dominio militare americano sul globo, iniziato dopo la vittoria della Seconda Guerra Mondiale nel 1945.
- 2027: la nuova politica isolazionista assume posizioni radicali. Il Congresso di Washington approva il Maze che prevede l'estensione delle acque territoriali da 12 miglia marittime a 100, proclamando tale nuova porzione di oceano come territori statunitense[4]. Si riducono ulteriormente gli scambi commerciali a favore di una piena sovranità alimentare. Si blocca ogni forma di immigrazione negli USA ad eccezione di persone che abbiano capacità e specializzazioni utili al nuovo regime economico in atto nel paese[4].
- 2028: Continuano i finanziamenti verso il progetto Aurora che porta a termine un esperimento vicino a Pittsburgh nel quale si prova ad accelerare la crescita di un campo coltivato al fine di aumentarne la produttività. L'esperimento sembra andare fuori controllo arrivando a creare uno sfasamento temporale che invecchia il terreno di circa cento anni[4].
- 2029: Nei primi giorni dell'anno viene completato il muro che copre il confine nord degli Stati Uniti, ora chiusi lungo tutto il loro perimetro. A luglio del 2029 il Presidente degli Stati Uniti annuncia che il Paese, a partire dal giorno 20 del mese, chiuderà i confini, i porti, gli scambi commerciali, le comunicazioni e ogni forma di contatto diplomatico con le altre nazioni della Terra[4]. Questo atto unilaterale da parte degli USA passa alla storia come The Sealing of the United States of America[4].
- 2030-2059: il mondo esterno subisce un periodo di instabilità che porta a due guerre mondiali, conflitti commerciali e lotta per le risorse e materie prime. La situazione si stabilizza con il formarsi di due blocchi di influenza politico-commerciale; ad occidente L'Alleanza Euro-Africana e ad Oriente la Zona di Prosperità Pan-Asiatica. Nel sesto decennio del ventunesimo secolo pare si raggiunga una certa stabilità commerciale, politica e militare tra le due nuove grandi potenze mondiali. Da notare che non vi sono riferimenti alla situazione della Confederazione Russa, all'Oceania e ai paesi del centro-sud dell'Africa, probabilmente zone neutrali. Ma gli Stati Uniti sono divenuti un territorio sconosciuto che da tre decenni è completamente isolato dal resto della civiltà, spesso è definito The Lost Nation (o "la nazione perduta").